# Taishi Onodera
Taishi Onodera (in giapponese 小野寺太志?; Natori, 27 febbraio 1996) è un pallavolista giapponese, centrale dei Suntory Sunbirds.

## Carriera

### Club
La carriera di Taishi Onodera inizia nei tornei scolastici giapponesi, giocando per il Tōhoku. In seguito è impegnato nei tornei universitari con la Tōkai Daigaku, prima di approdare nella stagione 2018-19 nella pallavolo professionistica, debuttando in V.League Division 1 con i JT Thunders: nel corso delle cinque annate con il club, nel frattempo rinominato JT Thunders Hiroshima, vince una Coppa dell'Imperatore e ottiene diversi riconoscimenti individuali come miglior attaccante e miglior muro, oltre ad essere inserito nel sestetto ideale della lega.
Nel campionato 2023-24 approda ai Suntory Sunbirds, aggiudicandosi lo scudetto, il Torneo Kurowashiki e altri riconoscimenti individuali.

### Nazionale
Fa tutta la trafila delle selezioni giovanili giapponesi, conquistando la medaglia di bronzo al campionato asiatico e oceaniano under 18 2012 e l'argento al campionato asiatico e oceaniano under 23 2017.
Nel 2016 debutta in nazionale maggiore in occasione della World League e nello stesso anno vince la medaglia di bronzo alla Coppa asiatica. Dopo aver vinto un altro bronzo al campionato continentale 2019, nel 2021 partecipa ai Giochi della XXXII Olimpiade e si aggiudica l'argento al campionato asiatico e oceaniano. Due anni più tardi vince la medaglia di bronzo alla Volleyball Nations League, quella d'oro al campionato asiatico e oceaniano, dove viene insignito del premio come miglior centrale, e un altro argento alla Coppa del Mondo, mentre nel 2024 si aggiudica l'argento alla Volleyball Nations League e partecipa ai Giochi della XXXIII Olimpiade.

## Palmarès

### Club
- Campionato giapponese: 1

2023-24
- Coppa dell'Imperatore: 1

2018
- Torneo Kurowashiki: 1

2024

### Nazionale (competizioni minori)
- Campionato asiatico e oceaniano under 18 2012
- Coppa asiatica 2016

### Premi individuali
- 2019 - V.League Division 1: Sestetto ideale
- 2020 - V.League Division 1: Miglior attaccante
- 2020 - V.League Division 1: Miglior muro
- 2020 - V.League Division 1: Sestetto ideale
- 2021 - V.League Division 1: Miglior muro
- 2021 - V.League Division 1: Sestetto ideale
- 2022 - V.League Division 1: Premio fair play
- 2023 - Campionato asiatico e oceaniano: Miglior centrale
- 2024 - V.League Division 1: Miglior attaccante
- 2024 - V.League Division 1: Sestetto ideale